# Contea di Monroe (Georgia)
La contea di Monroe (in inglese Monroe County) è una contea dello Stato della Georgia, negli Stati Uniti. La popolazione al censimento del 2000 era di 21 757 abitanti. Il capoluogo di contea è Forsyth.